# Maris Below
Maris Below (ur. 25 czerwca 1995) – amerykańska siatkarka, grająca na pozycji przyjmującej.